# Tournoi de tennis de Hartford
Le tournoi de Hartford (Connecticut, États-Unis) est un tournoi de tennis professionnel masculin du circuit World Championship Tennis.
Il a été organisé en 1978 et 1982 sur moquette en salle.

## Palmarès messieurs

### Simple
| No | Date       | Nom et lieu du tournoi                | Catégorie | Dotation | Surface         | Vainqueur    | Finaliste    | Score         |  |
| -- | ---------- | ------------------------------------- | --------- | -------- | --------------- | ------------ | ------------ | ------------- |  |
| 1  | 18-09-1978 | United Technologies Classic, Hartford |           | NC $     | Moquette (int.) | John McEnroe | Johan Kriek  | 6-2, 6-4      |  |
| 2  | 14-12-1982 | Hartford WCT, Hartford                |           | NC $     | Moquette (int.) | Ivan Lendl   | Bill Scanlon | 6-2, 6-4, 7-5 |  |

### Double
| No | Date       | Nom et lieu du tournoi                | Catégorie | Dotation | Surface         | Vainqueurs                | Finalistes                  | Score         |  |
| -- | ---------- | ------------------------------------- | --------- | -------- | --------------- | ------------------------- | --------------------------- | ------------- |  |
| 1  | 18-09-1978 | United Technologies Classic, Hartford |           | NC $     | Moquette (int.) | John McEnroe Bill Maze    | Mark Edmondson Van Winitsky | 6-3, 3-6, 7-6 |  |
| 2  | 14-12-1982 | Hartford WCT, Hartford                |           | NC $     | Moquette (int.) | Robert Lutz Dick Stockton | Mike Cahill Tracy Delatte   | 3-6, 6-2, 6-3 |  |